# Santamartaparkiet
De santamartaparkiet (Pyrrhura viridicata) is een vogel uit de familie der Psittacidae (papegaaien van Afrika en de Nieuwe Wereld). De vogel werd in 1911 verzameld door Melbourne Armstrong Carriker en twee jaar later door de Amerikaanse ornitholoog Walter Edmond Clyde Todd beschreven.

## Kenmerken
Deze parkiet is 25 cm lang. Het is een groengekleurde parkiet met een rode band over de borst, een witte oogring en een donkere, kastanjebruine vlek op de oorstreek. De handdekveren zijn roodoranje en de handpennen zijn lichtblauw. De onderzijde van de staart is eveneens rood. De gelijkende Waglers aratinga (Psittacara wagleri) komt eveneens voor in de Sierra Nevada de Santa Marta. Deze soort is echter iets groter, heeft meer rood op het voorhoofd, heeft een geheel groene staart en heeft een ander kleurenpatroon op de vleugels en buik.

## Verspreiding en leefgebied
Deze soort is endemisch voor de Sierra Nevada de Santa Marta in het noorden van Colombia. Het leefgebied bestaat uit vochtig, montaan bos tussen de 1900 en 2750 m boven zeeniveau.

## Status
De santamartaparkiet heeft een beperkt verspreidingsgebied en daardoor is de kans op uitsterven aanwezig. De grootte van de populatie werd in 2020 door BirdLife International geschat 1800-3200 individuen en de populatie-aantallen nemen af door habitatverlies. In 1993 werd geschat dat nog maar 15% van de oorspronkelijke vegetatie in het gebied was overgebleven. Het leefgebied is aangetast door ontbossing waarbij natuurlijk bos is omgezet in bosaanplant van exotische boomsoorten zoals Eucalyptus en ander agrarisch gebruik. Om deze redenen staat deze soort als bedreigd op de Rode Lijst van de IUCN.
Er gelden beperkingen voor de handel in deze parkiet, want de soort staat in de Bijlage II van het CITES-verdrag.